# Station Miastko
Station Miastko (voor 1945: Rummelsburg) is een spoorwegstation in de Poolse plaats Miastko.